# UART
Een universal asynchronous receiver-transmitter (UART) is een component gebruikt voor asynchrone, seriële communicatie met andere elektronische systemen. De UART is, naast het omzetten van de gegevens, verantwoordelijk voor de pariteitscontrole, timing en start/stop-bits. Vaak zijn de UART zelf en het component verantwoordelijk voor de signaalverwerking onderdeel van een geïntegreerde schakeling, meestal is dat een microcontroller.
Beide UARTs (zowel de zender als de ontvanger) dienen dezelfde instellingen te gebruiken voor een succesvolle communicatie. In een minimale configuratie zijn slechts drie verbindingen (draden) nodig tussen beide systemen.
UARTs maken vaak gebruik van communicatiestandaarden als RS-232 en RS-422.

## Framing
Een pakketje bestaat uit een startbit (0, laag), vijf-negen databits, een optionele pariteitsbit en een of twee stopbits. De lijn is standaard hoog, een gewoonte uit de tijd van de telegrafie. Op communicatielijnen die onderscheid maken tussen een logisch laag signaal (0) en geen signaal, heeft dit als voordeel dat men kan zien of de lijn is onderbroken of niet.

## Voor- en nadelen

### Voordelen
- Eenvoudige configuratie: slechts drie (of twee met common ground) draden zijn nodig
- Geen kloksignaal
- Een universele standaard, breed toepasbaar

### Nadelen
- Beperkte snelheid
- Vereist specifieke hardware en instellingen